# 등유

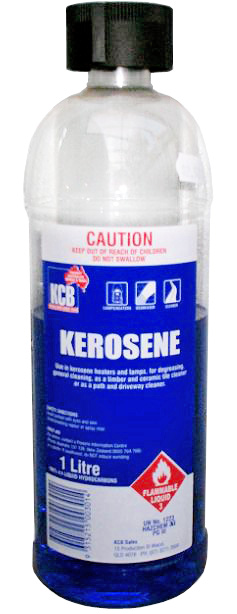
등유는 일반적으로 파란 빛깔의 용기에 담는다.

등유(燈油) 또는 케러신(영어: kerosene, paraffin, lamp oil)은 가연성이 있는 탄화수소 액체이다. 영국과 남아프리카의 파라핀으로도 알려져 있다. 이에 따른 영어 낱말 Kerosene(케러신)은 왁스를 가리키는 그리스어 낱말 keros에서 비롯한다.
더 불에 잘 붙는 휘발유와의 혼동을 피하기 위하여 등유는 일반적으로 파란 용기에 저장한다. 휘발유의 경우 보통 빨간 용기에 담겨있고 경유의 경우 이와 같은 까닭에 노란 용기에 담겨있다.

## 특성
케러신의 밀도는 0.78–0.81 g/cm3이다. 150 °C ~ 275 °C 사이의 석유 분별 증류를 통해 얻을 수 있으며 이 결과 한 분자에 6~16개의 탄소 원자를 포함하는 탄소 골격 혼합물이 만들어진다.
인화점은 37~65 °C이며 자연 발화 온도는 220 °C이다.
케러신의 연소열은 경유와 비슷하다. 저위발열량은 대략 18,500 Btu/lb (43.1 메가줄/kg)이며 고위발열량은 46.2 MJ/kg이다.
케러신은 찬 물과 따뜻한 물 모두에 잘 섞이지 않으며, 석유계 솔벤트와는 잘 섞인다.
참고로, 등유 1kg을 태우면 약 3배 정도(3kg)의 이산화탄소가 배출되는 것으로 알려져 있다.

## 독성
등유를 흡입하면 치명적이다. 등유는 머릿니를 제거하는 데 사용하기도 하는데, 머리카락을 태우거나 심각한 질병을 일으킬 수도 있다. 케러신 샴푸 또한 향기를 맡는 것만으로도 치명적일 수 있다.

## 같이 보기
- 백등유(white kerosene, 실내 등유)
- 적등유(red kerosene, 보일러 등유)
- 오일 히터(석유 난로)
- 보일러